# Erysiphales
Ordre
Famille
Les Erysiphaceae sont une famille de champignons ascomycètes. C'est l'unique famille de  l'ordre des Erysiphales.  Elle comprend 28 genres et approximativement 100 espèces.
De nombreuses espèces d'Erysiphaceae sont des agents pathogènes des plantes, responsables des diverses formes d'oïdium ou « maladie du blanc ».

## Liste des genres
Selon Catalogue of Life (11 octobre 2014) :
- genre Arthrocladiella
- genre Blumeria
- genre Brasiliomyces
- genre Caespitotheca
- genre Cystotheca
- genre Erysiphe
- genre Euoidium
- genre Fibroidium
- genre Golovinomyces
- genre Ischnochaeta
- genre Leveillula
- genre Microidium
- genre Microsphaera
- genre Neoerysiphe
- genre Oidiopsis
- genre Oidium
- genre Oospora
- genre Ovulariopsis
- genre Parauncinula
- genre Phyllactinia
- genre Pleochaeta
- genre Podosphaera
- genre Pseudoidium
- genre Queirozia
- genre Sawadaea
- genre Setoidium
- genre Sphaerotheca
- genre Streptopodium
- genre Striatoidium
- genre Takamatsuella
- genre Toruloidea
- genre Typhulochaeta
- genre Uncinula

## Liste des genres, espèces, variétés et formes
Selon NCBI (11 octobre 2014) :
- genre Arthrocladiella
  - Arthrocladiella mougeotii
- genre Blumeria
  - Blumeria graminis
    - forme Blumeria graminis f. sp. agropyri
    - forme Blumeria graminis f. sp. avenae
    - forme Blumeria graminis f. sp. bromi
    - forme Blumeria graminis f. sp. hordei
      - forme Blumeria graminis f. sp. hordei A6
      - forme Blumeria graminis f. sp. hordei CC146
      - forme Blumeria graminis f. sp. hordei DH14
      - forme Blumeria graminis f. sp. hordei K1

    - forme Blumeria graminis f. sp. poae
    - forme Blumeria graminis f. sp. secalis
    - forme Blumeria graminis f. sp. tritici
      - forme Blumeria graminis f. sp. tritici 94202
      - forme Blumeria graminis f. sp. tritici 96224
      - forme Blumeria graminis f. sp. tritici Bgt#70
      - forme Blumeria graminis f. sp. tritici JIW2
- genre Brasiliomyces
  - Brasiliomyces trina
- genre Caespitotheca
  - Caespitotheca forestalis
- genre Cystotheca
  - Cystotheca lanestris
  - Cystotheca tjibodensis
  - Cystotheca wrightii
- genre Erysiphe
  - Erysiphe abbreviata
  - Erysiphe abeliicola
  - Erysiphe adunca
    - variété Erysiphe adunca var. adunca

  - Erysiphe alphitoides
  - Erysiphe aphananthes
  - Erysiphe aquilegiae
    - variété Erysiphe aquilegiae var. ranunculi

  - Erysiphe arcuata
  - Erysiphe asiatica
  - Erysiphe astragali
  - Erysiphe australiana
  - Erysiphe baeumleri
  - Erysiphe betae
  - Erysiphe blasti
  - Erysiphe bremeri
  - Erysiphe buhrii
  - Erysiphe carpini-cordatae
  - Erysiphe carpini-laxiflorae
  - Erysiphe carpinicola
  - Erysiphe carpophila
  - Erysiphe catalpae
  - Erysiphe circaeae
  - Erysiphe clandestina
  - Erysiphe convolvuli
  - Erysiphe corylacearum
  - Erysiphe corylopsidis
  - Erysiphe cruciferarum
  - Erysiphe densa
  - Erysiphe deutziae
  - Erysiphe diffusa
  - Erysiphe elevata
  - Erysiphe epigena
  - Erysiphe euonymi-japonici
  - Erysiphe euonymicola
  - Erysiphe fernandoae
  - Erysiphe fimbriata
  - Erysiphe flexuosa
  - Erysiphe friesii
    - variété Erysiphe friesii var. dahurica

  - Erysiphe galeopsidis
  - Erysiphe glycines
    - variété Erysiphe glycines var. glycines

  - Erysiphe gracilis
    - variété Erysiphe gracilis var. gracilis
    - variété Erysiphe gracilis var. longissima

  - Erysiphe havrylenkoana
  - Erysiphe helwingiae
  - Erysiphe heraclei
  - Erysiphe howeana
  - Erysiphe huayinenesis
  - Erysiphe hypogena
  - Erysiphe hypophylla
  - Erysiphe japonica
    - variété Erysiphe japonica var. crispulae
    - variété Erysiphe japonica var. japonica

  - Erysiphe javanica
  - Erysiphe juglandis
  - Erysiphe katumotoi
  - Erysiphe kenjiana
  - Erysiphe kusanoi
    - variété Erysiphe kusanoi var. kusanoi

  - Erysiphe lespedezae
  - Erysiphe ligustri
  - Erysiphe limonii
  - Erysiphe liriodendri
  - Erysiphe lycopsidis
  - Erysiphe macleayae
  - Erysiphe magellanica
  - Erysiphe magnifica
  - Erysiphe magnoliae
  - Erysiphe michikoae
  - Erysiphe monascogera
  - Erysiphe monoperidiata
  - Erysiphe mori
  - Erysiphe multappendicis
  - Erysiphe necator
    - variété Erysiphe necator var. ampelopsidis

  - Erysiphe nomurae
  - Erysiphe nothofagi
  - Erysiphe ornata
    - variété Erysiphe ornata var. ornata

  - Erysiphe paeoniae
  - Erysiphe palczewskii
  - Erysiphe paracarpinicola
  - Erysiphe patagoniaca
  - Erysiphe peruviana
  - Erysiphe pisi
  - Erysiphe platani
  - Erysiphe polygoni
  - Erysiphe prunastri
    - variété Erysiphe prunastri var. japonica
    - variété Erysiphe prunastri var. prunastri

  - Erysiphe pseudocarpinicola
  - Erysiphe pseudolonicerae
  - Erysiphe pulchra
    - variété Erysiphe pulchra var. japonica
    - variété Erysiphe pulchra var. pulchra

  - Erysiphe quercicola
  - Erysiphe sedi
  - Erysiphe simulans
    - variété Erysiphe simulans var. simulans
    - variété Erysiphe simulans var. tandae

  - Erysiphe staphyleae
  - Erysiphe symphoricarpi
  - Erysiphe syringae
  - Erysiphe syringae-japonicae
  - Erysiphe takamatsui
  - Erysiphe togashiana
  - Erysiphe trifolii
    - variété Erysiphe trifolii var. trifolii

  - Erysiphe trifoliorum
  - Erysiphe urticae
  - Erysiphe vanbruntiana
    - variété Erysiphe vanbruntiana var. sambuci-racemosae

  - Erysiphe verniciferae
  - Erysiphe wadae
  - Erysiphe wallrothii
  - Erysiphe weigelae
  - Erysiphe zelkowae
- genre Euoidium
  - Euoidium chrysanthemi
  - Euoidium longipes
  - Euoidium mutisiae
  - Euoidium reginae
- genre Fibroidium
  - Fibroidium balsaminae
  - Fibroidium maculatae
- genre Golovinomyces
  - Golovinomyces adenophorae
  - Golovinomyces ambrosiae
  - Golovinomyces artemisiae
  - Golovinomyces asterum
    - variété Golovinomyces asterum var. asterum
    - variété Golovinomyces asterum var. solidaginis

  - Golovinomyces biocellatus
  - Golovinomyces calceolariae
  - Golovinomyces cichoracearum
    - variété Golovinomyces cichoracearum var. cichoracearum

  - Golovinomyces circumfusus
  - Golovinomyces cynoglossi
  - Golovinomyces depressus
  - Golovinomyces echinopis
  - Golovinomyces fischeri
  - Golovinomyces inulae
  - Golovinomyces leuceriae
  - Golovinomyces macrocarpus
  - Golovinomyces magnicellulatus
  - Golovinomyces montagnei
  - Golovinomyces orontii
  - Golovinomyces riedlianus
  - Golovinomyces sonchicola
  - Golovinomyces sordidus
  - Golovinomyces spadiceus
  - Golovinomyces sparsus
  - Golovinomyces valerianae
  - Golovinomyces verbasci
  - Golovinomyces verbenae
- genre Leveillula
  - Leveillula chrozophorae
  - Leveillula cylindrospora
  - Leveillula duriaei
  - Leveillula elaeagni
  - Leveillula lactucae-serriolae
  - Leveillula lactucarum
  - Leveillula lanuginosa
  - Leveillula lorantii
  - Leveillula picridis
  - Leveillula rubiae
  - Leveillula saxaouli
  - Leveillula simonianii
  - Leveillula taurica
  - Leveillula verbasci
- genre Microidium
  - Microidium phyllanthi
- genre Microsphaera
  - Microsphaera hedwigii
  - Microsphaera hypophylla
  - Microsphaera platani
  - Microsphaera sinensis
  - Microsphaera sparsa
- genre Neoerysiphe
  - Neoerysiphe cumminsiana
  - Neoerysiphe galeopsidis
  - Neoerysiphe galii
  - Neoerysiphe geranii
  - Neoerysiphe hiratae
  - Neoerysiphe joerstadii
  - Neoerysiphe kerribeeensis
  - Neoerysiphe nevoi
    - variété Neoerysiphe nevoi var. scolymi
- genre Oidium
  - Oidium anacardii
  - Oidium bixae
  - Oidium cinnamomi
  - Oidium citri
  - Oidium hardenbergiae
  - Oidium heveae
  - Oidium ixodiae
  - Oidium lycopersici
  - Oidium mangiferae
  - Oidium neolycopersici
- genre Ovulariopsis
- genre Parauncinula
  - Parauncinula septata
- genre Phyllactinia
  - Phyllactinia actinidiae
  - Phyllactinia ailanthi
  - Phyllactinia alangii
  - Phyllactinia alni
  - Phyllactinia alnicola
  - Phyllactinia ampulliformis
  - Phyllactinia angulata
  - Phyllactinia antarctica
  - Phyllactinia betulae
  - Phyllactinia broussonetiae-kaempferi
  - Phyllactinia carpini
  - Phyllactinia carpinicola
  - Phyllactinia cassiae-fistulae
  - Phyllactinia chubutiana
  - Phyllactinia corni
  - Phyllactinia enkianthi
  - Phyllactinia eupteleae
  - Phyllactinia fraxini
  - Phyllactinia fraxinicola
  - Phyllactinia guttata
  - Phyllactinia hamamelidis
  - Phyllactinia hemipteleae
  - Phyllactinia juglandis
  - Phyllactinia kakicola
  - Phyllactinia linderae
  - Phyllactinia magnoliae
  - Phyllactinia mali
  - Phyllactinia marissalii
  - Phyllactinia moricola
  - Phyllactinia orbicularis
  - Phyllactinia paliuri
  - Phyllactinia parietariae
  - Phyllactinia philadelphi
  - Phyllactinia populi
  - Phyllactinia pterostyracis
  - Phyllactinia pyri
  - Phyllactinia pyri-serotinae
  - Phyllactinia roboris
  - Phyllactinia salmonii
  - Phyllactinia sapii
  - Phyllactinia toonae
- genre Pleochaeta
  - Pleochaeta indica
  - Pleochaeta shiraiana
  - Pleochaeta turbinata
- genre Podosphaera
  - Podosphaera aphanis
    - variété Podosphaera aphanis var. aphanis

  - Podosphaera astericola
  - Podosphaera balsaminae
  - Podosphaera caricae-papayae
  - Podosphaera carpesiicola
  - Podosphaera cayratiae
  - Podosphaera cercidiphylli
  - Podosphaera clandestina
  - Podosphaera curvispora
  - Podosphaera diclipterae
  - Podosphaera elsholtziae
  - Podosphaera epilobii
  - Podosphaera erigerontis-canadensis
  - Podosphaera euphorbiae-helioscopiae
  - Podosphaera euphorbiae-hirtae
  - Podosphaera ferruginea
    - variété Podosphaera ferruginea var. ferruginea

  - Podosphaera fugax
  - Podosphaera fuliginea
    - variété Podosphaera fuliginea var. sibirica

  - Podosphaera fusca
  - Podosphaera gunnerae
  - Podosphaera hibiscicola
  - Podosphaera intermedia
  - Podosphaera leucotricha
  - Podosphaera lini
  - Podosphaera longiseta
  - Podosphaera macularis
  - Podosphaera mors-uvae
  - Podosphaera negeri
  - Podosphaera pannosa
  - Podosphaera phaseoli
  - Podosphaera phtheirospermi
  - Podosphaera plantaginis
  - Podosphaera pseudofusca
  - Podosphaera salatai
  - Podosphaera sparsa
  - Podosphaera spiraeae
  - Podosphaera stephanandrae
  - Podosphaera tridactyla
    - variété Podosphaera tridactyla var. tridactyla

  - Podosphaera verbenae
  - Podosphaera xanthii
- genre Pseudoidium
  - Pseudoidium hortensiae
  - Pseudoidium javanicum
  - Pseudoidium neolycopersici
- genre Sawadaea
  - Sawadaea bicornis
  - Sawadaea nankinensis
  - Sawadaea polyfida
    - variété Sawadaea polyfida var. japonica

  - Sawadaea tulasnei
- genre Setoidium
  - Setoidium castanopsidis
- genre Sphaerotheca
  - Sphaerotheca collomiae
  - Sphaerotheca cucurbitae
  - Sphaerotheca humuli
- genre Striatoidium
  - Striatoidium aloysiae
  - Striatoidium baccharidis
  - Striatoidium maquii
- genre Uncinula